# 因克萊恩村 (內華達州)
因克萊恩村（英語：Incline Village）是位於美國內華達州瓦肖縣的普查規定居民點。

## 歷史
因克萊恩村的郵局自1962年營運至今。

## 人口
根據2020年美國人口普查的數據，因克萊恩村的面積為56.11平方千米，當中陸地面積為55.71平方千米，而水域面積為0.39平方千米。當地共有人口9462人，而人口密度為每平方千米168.63人。